# Paul Schwarz (Sänger)

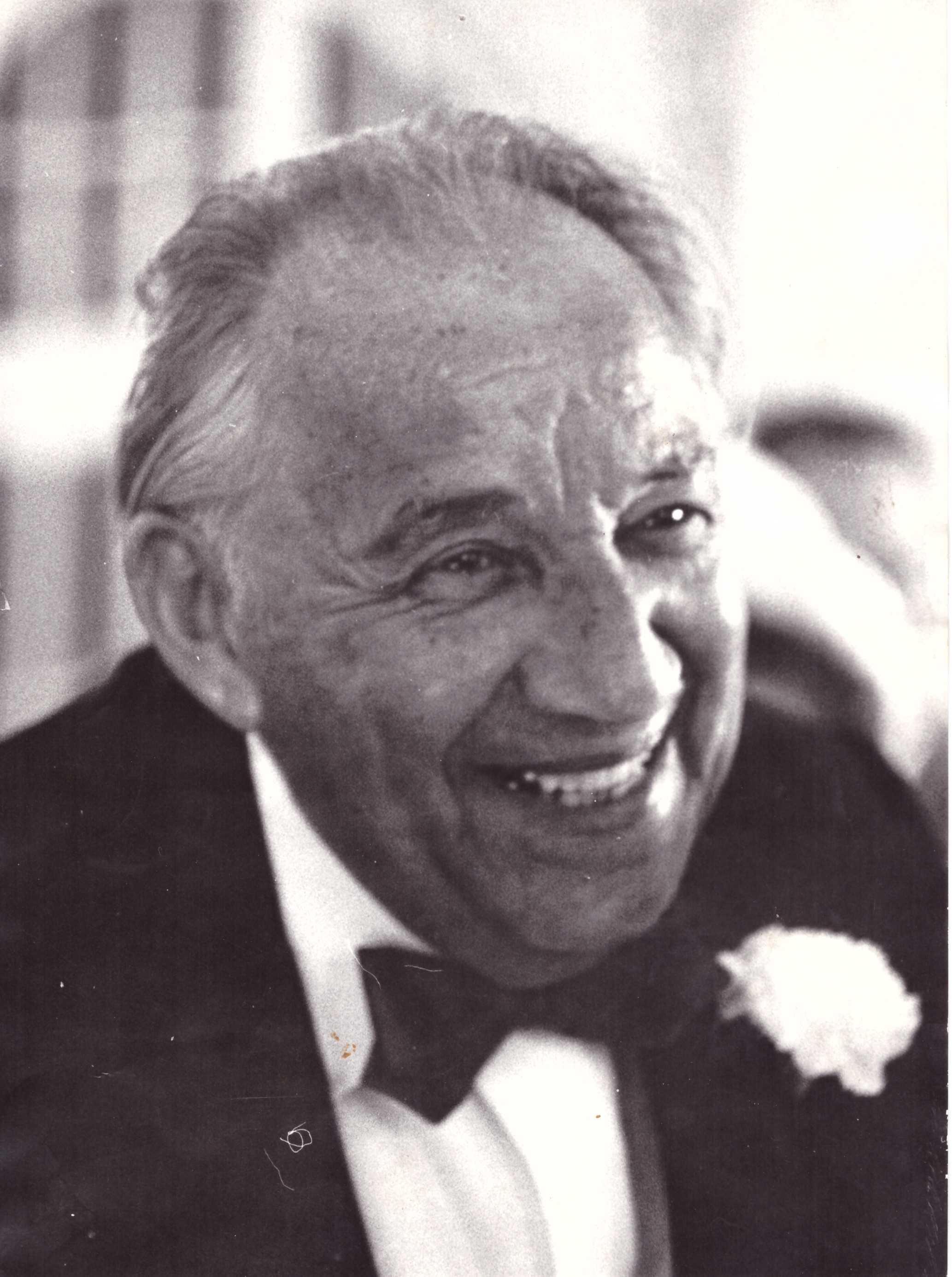
Paul Schwarz

Paul Schwarz (* 30. Juni 1887 in Wien, Österreich-Ungarn/heute: Österreich; † 24. Dezember 1980 in Hamburg, Deutschland) war ein österreichischer Kammersänger (Tenor), Conférencier und Rundfunkmitarbeiter.
Die Freie und Hansestadt Hamburg zeichnete ihn 1962 mit der Johannes-Brahms-Medaille aus.

## Leben

### Sängerlaufbahn
Als Jugendlicher besuchte Paul Schwarz, der in einer jüdischen Kaufmannsfamilie in Wien aufwuchs, leidenschaftlich die Wiener Hofoper und lernte viele Gesangsstücke auswendig. Nach einem Studium am Konservatorium in Wien debütierte er 1909/10 mit Engagements am Stadttheater von Bielitz (Bielsko). Es folgten 1910–1912 Auftritte an der Volksoper Wien und 1912 am Stadttheater Zürich. 1912 setzte er seine Sängerlaufbahn am Stadttheater Hamburg fort, wo er 21 Jahre lang (nur unterbrochen durch ein Jahr Kriegsdienst 1915) in mehr als 4.000 Aufführungen auf der Bühne stand und in über 140 Rollen, mehrheitlich als Tenorbuffo, sang. Zu seinem Repertoire gehörten zudem auch heldische Rollen, wie Manrico („Il trovatore“), Turiddu („Cavalleria rusticana“) und Erik („Der fliegende Holländer“). Hinzu kamen zahlreiche Operetten-Partien u. a. gemeinsam mit Fritzi Massary in der Volksoper am Millerntor in Hamburg. Er trat bei mehreren Uraufführungen auf die Bühne, so 1911 noch an der Wiener Volksoper in „Der Kuhreigen“ von Wilhelm Kienzl und 1927 in Hamburg in „Das Wunder der Heliane“ von Erich Wolfgang Korngold sowie in „Die versunkene Glocke“ von Ottorino Respighi.
In Gastspielen trat er in Berlin, Wien, Amsterdam, Den Haag, Paris und New York auf. Zudem gab er vor allem zwischen 1915 und 1918 Darbietungen als Conférencier in Konzertcafés, Kabaretts, Varietés und bei Bällen. In Hamburg avancierte der nur 1,60 m große Tenor mit seinem „italienischem Timbre“, der als agil, spielfreudig und wandlungsfähig galt, zu „Hamburgs Liebling“ (so das Hamburger Fremdenblatt am 10. Dezember 1927, zitiert in „Verstummte Stimmen“). Besondere Anerkennung erhielt er seitens des Stadttheaters Hamburg, als er am 12. Oktober 1912 aus dem Stegreif die Heldenrolle im „Tannhäuser“ übernahm, nachdem der Tenor-Star Pennarini während der Vorstellung einen Schwächeanfall erlitten hatte.

### Auftrittsverbot im Nationalsozialismus
Auf die nationalsozialistische Machtübernahme im Januar 1933 folgten Ausgrenzung und Entrechtung als „jüdisch“ geltender Künstler. So musste Paul Schwarz wegen seiner jüdischen Herkunft im Februar 1933 deutlich schlechtere Vertragskonditionen hinnehmen und wurde schließlich im Mai 1933 am Hamburger Stadttheater vollends gekündigt; seine letzte Aufführung hatte er am 14. Juni 1933 als Gaston in „La Traviata“. Künstlern mit jüdischer Herkunft blieb ab 1933 oft nur die Möglichkeit, in vom Kulturbund Deutscher Juden organisierten Veranstaltungen mitzuwirken, da sie an anderen Bühnen ausgegrenzt wurden. Paul Schwarz war von Beginn aktiv in zahlreichen Konzerten wie Revuen, Opern- und Operettenaufführungen des Kulturbundes in Hamburg, Berlin und Frankfurt am Main. In den Spielzeiten 1939/40 und 1940/41 gehörte er zum Solistenensemble der Operntruppe des Jüdischen Kulturbundes in Berlin. Einige Jahre konnte er seine internationalen Auftritte fortsetzen: am Theater von Teplitz-Schönau, 1934 bei den Wagnerfestspielen in Brüssel, 1936 bei den Mozartfestspielen in Glyndebourne, 1936 mit der Wiener Staatsoper in Lissabon und 1936 bei einer Tournee mit Richard Tauber in Ägypten (Kairo und Alexandria).
Nach dem „Anschluss“ Österreichs 1938 verlor Paul Schwarz seinen österreichischen Pass, womit weitere Auslandsgastspiele unmöglich wurden. Mit der Zuspitzung nationalsozialistischer Diskriminierungs- und Vernichtungspolitik gegen Juden blieb auch dem als „Jude“ geltenden Paul Schwarz (der als junger Mann vor der Eheschließung zum Katholizismus übergetreten war) in den letzten Kriegsjahren jede öffentliche künstlerische Betätigung verwehrt. In einer Bautischlerei in Berlin musste er bis zum Ende des Zweiten Weltkrieges Schwerstarbeit verrichten. Er wurde vermutlich nicht deportiert, weil seine Frau Adele (geb. Blazek) bei den nationalsozialistischen Behörden als „Arierin“ galt.

### Nachkriegszeit

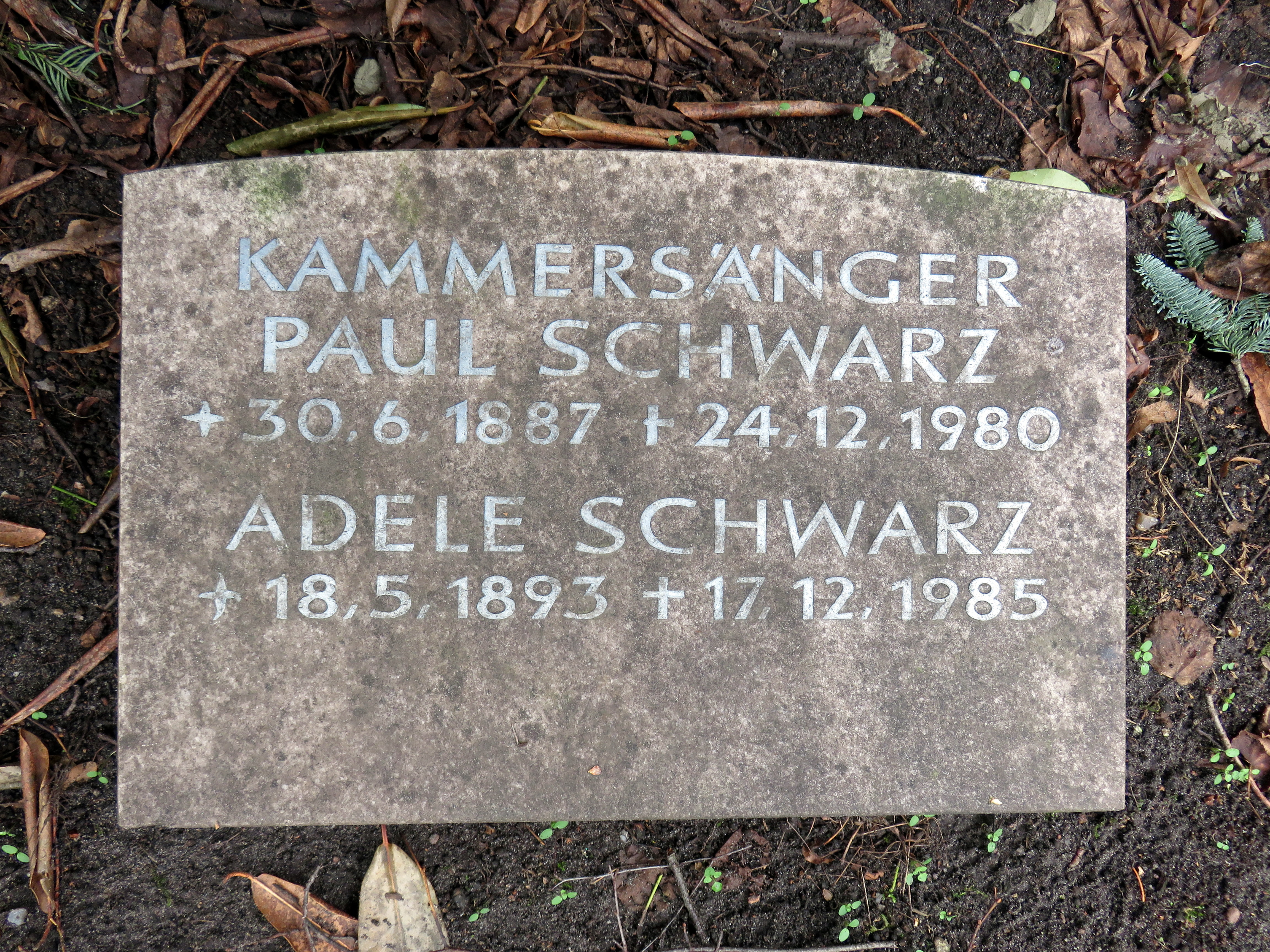
Kissenstein Paul Schwarz, auf dem Friedhof Ohlsdorf

Nach dem Ende des Kriegs beschäftigte ihn der Berliner Rundfunk als Programmgestalter, Sachbearbeiter, Autor, Sänger und Schauspieler. 1948 ging Paul Schwarz zurück nach Hamburg und trat an der Hamburgischen Staatsoper noch vereinzelt auf die Bühne: 1949 als Basilio in Mozarts „Die Hochzeit des Figaro“ und in einer Silvester-Aufführung desselben Jahres in „Die Fledermaus“. Zu seinem 75. Geburtstag zeichnete ihn die Hansestadt Hamburg mit der Johannes-Brahms-Medaille aus. Zu seinem 90. Geburtstag wurde eine auf 300 Stück limitierte Schallplatte mit alten Aufnahmen veröffentlicht.
Paul Schwarz wurde bei der Familiengrabstätte Schwarz auf dem Hamburger Friedhof Ohlsdorf im  Planquadrat D 12 südlich von Kapelle 4 beigesetzt.

## Tonträger
- Verstummte Stimmen. Die Vertreibung der „Juden“ aus der Oper 1933 bis 1945. 4 CD-Set und Buch. Axel Springer AG 2006. Membran International GmbH 2006.
- "Der Obersteiger – Sei nicht bös' (mx 649bk) und Der Vogelhändler – Wie mein Ahnerl zwanzig Jahr (mx 649bk) Grammophon (grün) Bestellnummer 20751 (Schellackplatte 78 Umdrehungen)